# Östen med Resten
Östen med Resten (también Östen mä Resten) es un grupo de música de Hälsingland, Suecia. Östen med Resten presentó el programa de cafetería de Sveriges Television en Sundsvall en los años 90. Compitió Melodifestivalen en 2002, 2003 y 2006 con las canciones Hon kommer med solsken, Maria y e mig en kaka till kaffet.